# Moon Chae-won
Moon Chae-won (* 13. November 1986 in Daegu, Südkorea) ist eine südkoreanische Schauspielerin. Für ihre Rolle in War of the Arrows (2011) erhielt die den Blue Dragon Award und den Grand Bell Award als Beste Nachwuchsdarstellerin.

## Filmografie

### Filme
- 2008: Our School’s E.T. (울학교 이티)
- 2011: War of the Arrows (최종병기 활)
- 2014: Min-u-ssi O-neun Nal (민우씨 오는 날, Kurzfilm)
- 2014: Woman of Three Men (세 남자의 그녀)
- 2015: Love Forecast (오늘의 연애 Oneul-ui Yeonae)

### Fernsehserien
- 2007: Mackerel Run (달려라 고등어, SBS)
- 2008: Painter of the Wind (바람의 화원, SBS)
- 2009: Brilliant Legacy (찬란한 유산, SBS)
- 2009: My Fair Lady (아가씨를 부탁해, KBS2)
- 2010: It’s Okay, Daddy’s Girl (괜찮아, 아빠 딸, SBS)
- 2011: The Princess’ Man (공주의 남자 Gongju-ui Namja, KBS2)
- 2012: The Innocent Man (세상 어디에도 없는 착한 남자, KBS2)
- 2013: Good Doctor (굿 닥터, KBS2)